# مفردات علم التشريح البيطري
مُفردات علم التشريح البيطري (باللاتينية: Nomina Anatomica Veterinaria؛ اختصارا NAV) هو نص من إعداد اللجنة الدولية لمُجمل مُفردات علم التشريح البيطري (ICVGAN). يتم استخدامه كمرجع قياسي لمفردات علم التشريح (الحيواني) في مجال العلوم البيطرية.
يعرف هذا النص مراجعة مستمرة. الإصدار السادس (2017) مُتاح مجانا من قِبل الرابطة العالمية لعلماء التشريح البيطري (WAVA) على صيغة PDF. لم تتم طباعة الطبعة السادسة تجاريا. الطبعة الرابعة، التي نشرت في عام 1994،  كانت آخر طبعة مطبوعة تجاريا.

## وصلات خارجية
- أسكار شالر، كتاب «المفردات المصورة لعلم التشريح البيطري»، الإصدار الثاني، 2007. على كتب غوغل.